# Chlamys jordani
Chlamys jordani är en musselart som beskrevs av Arnold 1903. Chlamys jordani ingår i släktet Chlamys och familjen kammusslor. Inga underarter finns listade i Catalogue of Life.